# Pierwszy rząd Viktora Orbána
Pierwszy rząd Viktora Orbána (węg. Első Orbán-kormány) – węgierski centroprawicowy gabinet koalicyjny, złożony z ministrów desygnowanych przez Fidesz, Węgierskie Forum Demokratyczne oraz Niezależną Partię Drobnych Posiadaczy (FKgP), istniejący w latach 1998–2002. Na czele rządu przez cały ten okres stał lider zwycięskiej formacji politycznej w wyborach 1998 – Viktor Orbán.

## Historia

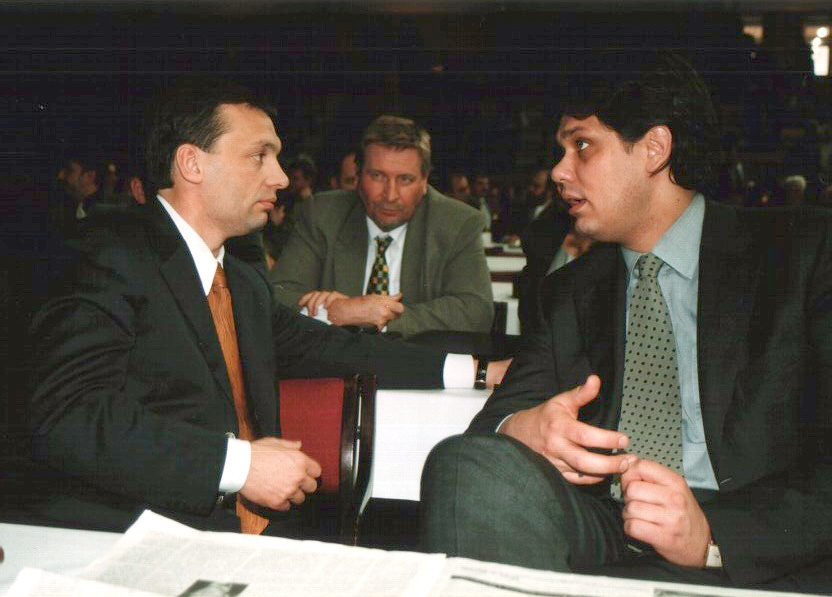
Viktor Orbán podczas rozmowy z Tamásem Deutschem, 2000

Gabinet został powołany do życia na skutek wyborów z maja 1998 wygranych przez centroprawicowy Związek Młodych Demokratów – Węgierska Partia Obywatelska (popularnie: Fidesz), który uzyskał 148 mandatów w Zgromadzeniu Narodowym, przystępując do koalicji rządowej z Węgierskim Forum Demokratycznym (MDF, 17 mandatów) i Niezależną Partią Drobnych Posiadaczy (FKgP, 48 mandatów). Koalicja dysponowała większością 213 głosów w liczącym 386 Zgromadzeniu Narodowym. W opozycji wobec rządu znalazły się Węgierska Partia Socjalistyczna (134 mandatów) oraz Związek Wolnych Demokratów (24 mandatów), które w latach 1994–1998 tworzyły koalicję rządową, oraz Węgierska Partia Sprawiedliwości i Życia (15 mandatów).
Gabinet przystąpił do pracy 6 lipca 1998 i przetrwał do 26 maja 2002. 13 ministrów (łącznie z urzędem premiera) desygnował do rządu Fidesz, 4 Niezależna Partia Drobnych Posiadaczy, a jednego – Węgierskie Forum Demokratyczne.
Rząd zakończył pracę 26 maja 2002 w wyniku wyborów przegranych przez centroprawicową koalicję. Dwie partie tworzące gabinet: Fidesz i Węgierskie Forum Demokratyczne znalazły się w opozycji wobec socjalistów i liberałów, którzy wrócili do władzy, a Niezależna Partia Drobnych Posiadaczy nie uzyskała mandatów w parlamencie.

## Skład rządu
- Premier
  - Viktor Orbán (Fidesz)
- Minister spraw zagranicznych
  - János Martonyi (bezpartyjny)
- Minister spraw wewnętrznych
  - Sándor Pinter (bezpartyjny)
- Minister obrony
  - János Szabó (FKgP)
- Minister gospodarki
  - Attila Chikán (do 31 grudnia 1999, bezpartyjny)
  - György Matolcsy (od 1 stycznia 2000, bezpartyjny)
- Minister finansów
  - Zsigmond Jarai (do 31 grudnia 2000, bezpartyjny)
  - Mihály Varga (od 1 stycznia 2001, Fidesz)
- Minister rolnictwa i rozwoju wsi
  - József Torgyán (do 15 lutego 2001, FKgP)
  - Imre Boros (od 15 lutego do 25 marca 2001, FKgP)
  - András Géza Vonza (od 26 marca 2001, FKgP)
- Minister sprawiedliwości
  - Ibolya Dávid (MDF)
- Minister spraw społecznych i rodziny
  - Péter Harrach
- Minister zdrowia
  - Árpád Gógl (do 31 grudnia 2000, Fidesz)
  - István Mikola (od 1 stycznia 2001, bezpartyjny)
- Minister młodzieży i sportu
  - Tamás Deutsch (od 1 stycznia 1999, Fidesz)
- Minister ochrony środowiska
  - Pál Pepo (do 19 czerwca 2000, FKgP)
  - Ferenc Ligetvári (FKgP)
  - Béla Turi-Kovács (od 1 grudnia 2000, FKgP)
- Minister transportu
  - Kálmán Katona (do 31 maja 2000, bezpartyjna)
  - László Nógrád (od 1 do 30 listopada 2000, Fidesz)
  - János Fónagy (od 1 grudnia 2000, Fidesz)
- Minister dziedzictwa kulturowego
  - József Hamor (do 31 grudnia 1999, bezpartyjny)
  - Zoltán Rockenbauer (od 1 stycznia 2000, Fidesz)
- Minister edukacji
  - Zoltán Pokorni (do 15 czerwca 2001, Fidesz)
  - József Pálinkás (od 16 czerwca 2001, Fidesz)
- Minister ds. koordynacji programu PHARE
  - Imre Boros (FKgP)
- Minister ds. służb specjalnych
  - László Kövér (do 2 maja 2000, Fidesz)
  - Ervin Demeter (od 3 maja 2000, Fidesz)